# BBC Radio Cymru

logo

BBC Radio Cymru je velšská rozhlasová stanice. Jde o jednu ze dvou rozhlasových stanic společnosti BBC Wales. Na rozdíl od druhé (BBC Radio Wales), která vysílá v angličtině, vysílá BBC Radio Cymru ve velšském jazyce. Vysílá zde studií ve městech Cardiff, Bangor, Aberystwyth a Carmarthen. První vysílání proběhlo 3. ledna 1977. Stanice vysílá devatenáct hodin denně (5:00 až 24:00), mezitím prostřednictvím frekvencí BBC Radio Cymru vysílá BBC Radio 5 Live.